# 阿卜杜勒-法塔赫·塞西
阿卜杜勒-法塔赫·塞西（阿拉伯语：عبد الفتاح سعيد حسين خليل السيسي，Abdu l-Fattāḥ Sa‘īd Ḥusayn Khalīl as-Sīsī，IPA：[ʕæbdel.fætˈtæːħ sæˈʕiːd ħeˈseːn xæˈliːl esˈsiːsi]；1954年11月19日—），又译作阿卜杜·法塔赫·阿西西，埃及軍人、政治人物、独裁者，為现任埃及总统、前非洲联盟主席。塞西是一名埃及将军，2012年8月12日，他被总统穆罕默德·穆尔西任命为新一任国防部部长，同时兼任武装部队最高委员会主席，接替被解职的穆罕默德·侯赛因·坦塔维，退役時軍階为元帅。2013年，发动军事政变夺取最高权力。2014年6月，当选埃及总统。2018年4月及2023年12月两度连任。

## 早年经历
1969年他开始在埃及陆军的步兵中服役，担任指挥官。后来担任北方军区司令，军事情报部门主管。他曾是最年轻的埃及武装部队最高委员会成员。

## 军事政变
2013年7月3日，塞西发动军事政变，废黜时任总统穆罕默德·穆尔西，成为事实上的埃及最高领导人。同年8月14日，塞西对穆斯林兄弟会支持者进行镇压，造成大量人员伤亡。
2014年1月12日，埃及國防部長塞西公開表示可能競選埃及總統。《時代周刊》年度風雲人物網路票選第一的塞西，出席軍方活動時宣稱考慮參選總統，前提是人民要求他參選，而軍方又授權。1月27日塞西晋升为元帅。军方随后开会，批准塞西竞选总统。
2014年3月26日晚，埃及军方领导人塞西辞去国防部长一职，宣布正式参选总统。
2014年4月，為了削減財政赤字，埃及政府對糧食補貼進行改革，開始推行「麵包積分制」，民眾減少購買受補貼的食品可取得積分兌換其它食品，鼓勵民眾減少浪費。在改革前，由於有補貼的麵包價格比飼料更便宜，大量麵包被用於餵飼牲畜，而政府每年在食物補貼的開支超過40億美元。

## 总统生涯

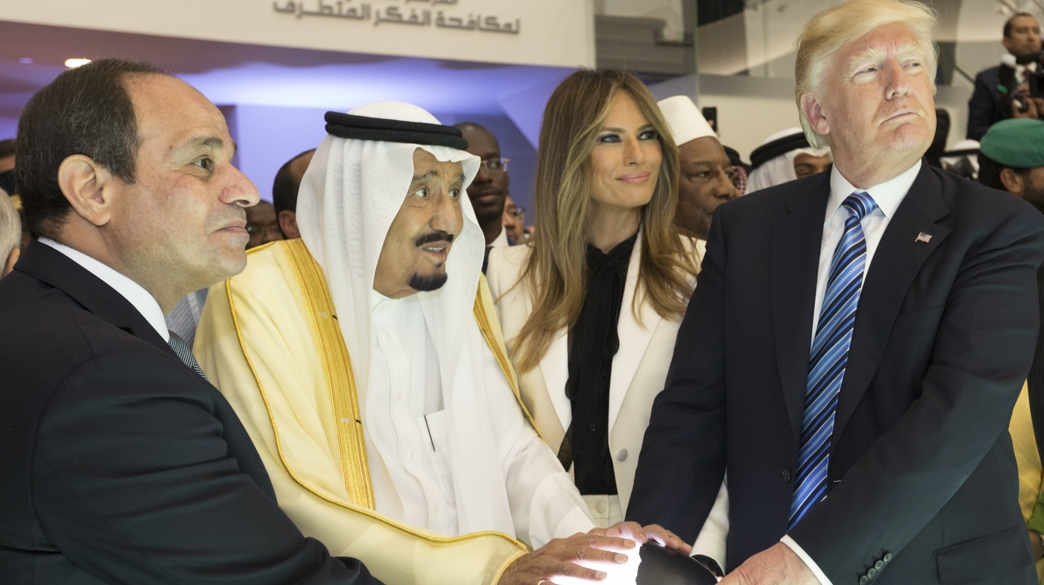
2017年5月，美國總統唐纳德·特朗普伉儷、沙特阿拉伯国王萨勒曼·本·阿卜杜勒-阿齐兹·阿勒沙特和塞西出席利雅德峰會

塞西在2014年5月26日至28日的总统选举中获得96.9%的选票，当选为新一任总统，6月8日正式就任；成为穆巴拉克下台后的第二位总统，也是继穆巴拉克以后又一位出身于军人的总统，他的上台将埃及带回军人统治的政治传统。塞西上台后面临高失业率和呆滞的经济发展、社会的分裂和矛盾等多项挑战。他表示将争取“自由”、“社会公义”，“携手合作”，“合作将走向繁荣富强”。
2014年7月，埃及政府大幅削減對燃油的補貼。在此之前，在國際油價高企的環境下，埃及政府每年在能源補貼的開支高達220億美元。為增加政府收入，塞西政府向香煙徵收50%稅率的消費稅，提高酒類的消費稅率。2015年，塞西政府公布了興建新行政首都的計劃。
塞西於2018年埃及總統選舉成功連任。
2019年4月，埃及舉行修憲公投並獲得通過。修憲後塞西的總統任期延長至6年並可再連任一次。
塞西總統治下的埃及經濟的確有恢復，人民生活素質亦見提升，但是其軍政府統治卻多番被西方指責，塞西本人也被列入新聞自由掠奪者的黑名單。
2023年10月2日，塞西宣佈將參加於12月舉行的總統選舉，競逐他的第三個任期。最终取得压倒性胜利，顺利开启第三任期。

## 学历
- 1977年，军事科学院学士
- 1987年，埃及指挥与参谋学院指挥与参谋课程
- 1992年，英国联合指挥与参谋学院指挥与参谋课程
- 2003年，纳赛尔军事科学院战争课程，获得奖学金
- 2006年，美国陆军战争学院战争课程

## 荣誉

### 外国勋章奖章
- 扎耶德勋章（阿联酋，2019年11月14日于阿布扎比总统府颁发[16]）